# Cantone di Albens
Il Cantone di Albens era un cantone della Francia dell'arrondissement di Chambéry.
È stato soppresso a seguito della riforma complessiva dei cantoni del 2014, che è entrata in vigore con le elezioni dipartimentali del 2015.
Comprendeva i comuni di:
- Albens
- La Biolle
- Cessens
- Épersy
- Mognard
- Saint-Germain-la-Chambotte
- Saint-Girod
- Saint-Ours